# Мита Аврамов
Мита Аврамов (22. август 1952) је српски политичар. Радио је у Народној скупштини Републике Србије и Скупштини Аутономне Покрајине Војводине и био је градоначелник Шида од 2004. до 2008. године. Био је дугогодишњи члан крајње десничарске Српске радикалне странке (СРС), а касније се придружио Српској напредној странци (СНС).

## Рани живот и каријера
Аврамов је рођен у селу Мокрин у општини Кикинда, САП Војводина, у тадашњој СР Србији у ФНРЈ. По занимању је машински техничар.

## Политичар
Аврамов се појавио на другом месту на изборној листи Радикалне странке за Сремску Митровицу на парламентарним изборима 1996. Листа је освојила једно место у дивизији, које је припало њеном водећем кандидату Радиславу Росићу. Аврамов се такође кандидовао за друголигаша Шида на истовременим покрајинским изборима у Војводини 1996 и изгубио је.

### Први мандат у парламенту
Аврамов је освојио четврту позицију на листи Радикалне странке за Сремску Митровицу на парламентарним изборима 1997. Листа је освојила четири мандата, а њему је додељен мандат. (Од 1992. до 2000. године, изборни закон Србије предвиђао је да се једна трећина посланичких мандата додељује кандидатима са успешних листа по бројчаном редоследу, док ће преостале две трећине бити распоређене међу осталим кандидатима на листама по дискреционој процени спонзора. Уобичајена је била пракса да се потоњи мандати додељују ван реда. владајућа Социјалистичка партија Србије (СПС). СПС је формирао нову коалициону владу са СРС-ом и Југословенском левицом (ЈУЛ) у марту 1998. године, а Аврамов је био присталица администрације. Био је један од неколико српских званичника које су земље Европске уније ставиле под санкције у марту 2000. године, након рата на Косову и Метохији и НАТО бомбардовања Југославије.
Лидер СПС Слободан Милошевић поражен је од кандидата Демократске опозиције Србије Војислава Коштунице на председничким изборима 2000, преломном тренутку у српској и југословенској политици. Српска влада је пала, а радикали су прешли у опозицију у српској скупштини. Аврамов се неуспешно кандидовао за шидску прву лигу на покрајинским изборима у Војводини 2000 и за двадесет седму шидску дивизију на локалним изборима у Србији 2000. године, који су оба одржани истовремено са југословенским изборима.
Србија је одржала нове парламентарне изборе у децембру 2000. Њени изборни закони су реформисани пре гласања, тако да је цела земља постала јединствена изборна јединица и сви мандати су додељени кандидатима на успешним листама по нахођењу странака или коалиција спонзора, без обзира на бројчани редослед. Аврамов се појавио на седамдесет деветој позицији на листи СРС и није добио нови мандат када је странка пала на двадесет три места.

### 2003–2012
Аврамов је добио осамдесету позицију на листи Радикалне странке на парламентарним изборима 2003. Партија је освојила осамдесет два посланичка места; он првобитно није био укључен у делегацију скупштине, али је добио нови мандат 17. фебруара 2004. као замену за другог члана. Иако је СРС освојила више места од било које друге странке на изборима 2003. године, није успела да постигне већину и на крају је била у опозицији. Аврамов је био у комитету за индустрију и у комитету за петиције и предлоге.
Србија је увела директан избор градоначелника на локалним изборима у Србији 2004. Аврамов се кандидовао за градоначелника Шида и изабран је у другом кругу гласања. Такође је изабран у Скупштину Војводине за Шид на истовременим покрајинским изборима 2004. Демократска странка (ДС) и њени савезници формирали су владу на покрајинском нивоу, а радикали су били у опозицији.
Аврамов је на парламентарним изборима 2007 освојио четрдесет девету позицију на листи СРС. Странка је освојила осамдесет и једно место, али он није добио место у новом сазиву. Појавио се на 114. позицији на парламентарним изборима 2008. и поново није добио мандат када је листа освојила седамдесет осам посланичких места.
Директан избор градоначелника показао се као краткотрајан експеримент, а од 2008. године градоначелнике бирају изабрани одборници локалних скупштина. Аврамов је предводио листу Радикалне странке за Шид на локалним изборима 2008. године; странка је освојила тринаест места, заузевши друго место у односу на Демократску странку, а он је био у опозицији током четворогодишњег мандата који је уследио. Поражен је на покрајинским изборима у Војводини 2008.
Радикална странка је крајем 2008. доживела озбиљан раскол, неколико чланова приступило је Српској напредној странци под вођством Томислава Николића и Александра Вучића. Аврамов је у почетку остао са радикалима. У октобру 2008. године, локални одбор Г17 плус га је оптужио за незаконито отпуштање општинских радника повезаних са другим странкама док је био градоначелник.

### Од 2012
Изборни закони Србије реформисани су 2011. године, тако да су мандати додељени кандидатима на успешним листама по бројчаном реду. Аврамов је добио шездесет другу позицију на листи Радикалне странке на парламентарним изборима 2012. Листа није прешла изборни цензус за заступљеност у скупштини.
Аврамов се касније придружио Напредној странци, која је однела већинску победу у Шиду на локалним изборима 2016. Именован је у општинско веће (тј. извршни огранак општинске власти) након избора и служио је наредне четири године.